# Hombre secándose la pierna
Hombre secándose la pierna es un óleo sobre lienzo de 125 x 120 cm creado en 1884 por el pintor impresionista Gustave Caillebotte y conservado en el Museo de Bellas Artes de Boston.
La pintura acompaña a Hombre en el baño, pintado por Caillebotte en el mismo año.

## Descripción
Hombre secándose la pierna presenta la misma estancia y también muestra al mismo hombre desnudo secándose con una toalla después de salir de una bañera de metal en la esquina de la habitación que Hombre en el baño. El hombre ahora está de perfil sentado en la silla que en el otro cuadro ocupa la ropa, y levanta la pierna izquierda para secarla, apoyando el pie en el borde de la bañera. El cuadro es más estilizado y minimalista que su complementario o "acompañante": falta la alfombrilla al pie de la tina, así como también faltan las huellas mojadas que el hombre dejó a su paso al salir del baño.

## Análisis
El tema del baño, el secado y el aseo era bastante común en el arte francés de finales del siglo XIX, aunque las figuras pintadas en este género eran predominantemente femeninas. En cuanto a Hombre en el baño, y también en su pendant Hombre secándose la pierna Caillebotte se aleja del desnudo académico y heroico en favor de un sujeto cotidiano, contemporáneo. Norma Broude ha señalado cómo la pintura subvierte las expectativas del público sobre el sujeto, no solo al presentar una figura masculina y no femenina, sino también mostrándolo en un contexto de intimidad y vulnerabilidad. Los modelos de referencia fueron probablemente los distintos bañistas de Degas, algunos de los cuales estaban presentes en la colección privada de Caillebotte, y en este caso el artista se mantiene relativamente más cerca del prototipo de Degas que en Hombre en el baño. En ambos casos, la elección de modelo y género sugiere que Caillebotte da un paso hacia el realismo precisamente para alejarse del desnudo académico y mostrar otro modelo de masculinidad más verosímil.